# Хърбърт Саймън
Хърбърт Саймън (на английски: Herbert A. Simon) е американски икономист и психолог. Удостоен е с Нобелова награда за икономика през 1978 година „за пионерни изследвания на процеса на вземане на решения в икономическите организации“.

## Биография
Роден е на 15 юни 1916 година в Милуоки, САЩ, в семейство на евреи. Като дете учи в държавно училище в Милуоки. През 1933 г. се записва да учи в Чикагския университет, където следва хуманитарни науки и математика.
От 1939 до 1942 година оглавява отдела за научни изследвания на Калифорнийския университет в Бъркли.
Приносите му в икономиката са свързани главно с вземане на решения на мениджърско (управленско) ниво. Той разглежда решението като йерархия от различни степени. От тези му изследвания става ясно, че е невъзможно решенията да се вземат с пълна достоверност. За тази своя теория получава Нобелова награда за икономика през 1978 година.
Умира от рак на 9 февруари 2001 година в Питсбърг на 84-годишна възраст.

## Почетни докторати
- Доктор хонорис кауза на Училището по икономика и мениджмънт към Лундския университет, 1968.[3]
- Доктор хонорис кауза на Университета в Павия, 1988.[4]
- Доктор хонорис кауза на Харвардския университет, 1990.[5]
- Доктор хонорис кауза на Университета в Буенос Айрес, 1999.[6]